# دانيلو كوجفسكي
دانيلو كوسيفسكي (2 مايو 1947 - 15 سبتمبر 2020)، هو كاتب وناقد أدبي وروائي وكاتب مسرحي وشاعر من مقدونيا الشمالية، بالإضافة إلى أنه مؤرخ مشهور لتاريخ مدينة إسكوبية العاصمة.

## الروايات
- أوديسي (1991)
- هل نذهب إلى جو (1992)
- جستنيانا ، المدينة غير الموجودة (1999)
- رواية نوح (2003)
- بيكولوميني على أبواب سكوبي (2005)

## نثر
- السفر إلى Arcachon (1989)
- سحر سكوبي (1997)

## الشعر
- أين ولدت الأغنية (1992)
- وفاة الشاعر (1995)